# Челсі (Алабама)
Челсі (англ. Chelsea) — місто (англ. city) в США, в окрузі Шелбі штату Алабама. Населення — 14 982 особи (2020).

## Історія

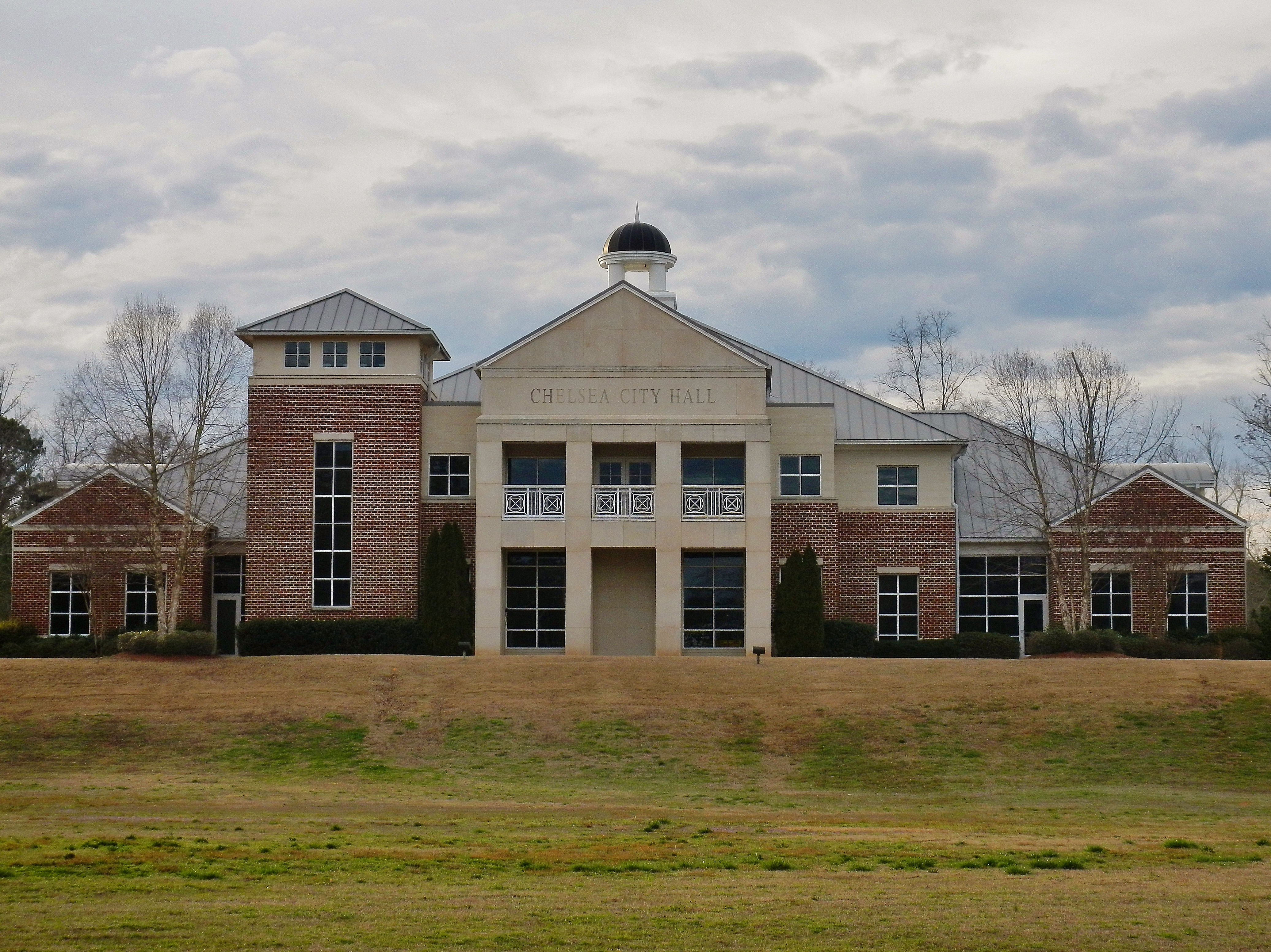
Мерія

Челсі отримало статус міста 1 березня 1996 року з населенням 906 осіб. Згідно з переписом 2000 року, чисельність населення зросла до 2949 осіб. А за переписом 2010 року місто налічувало вже 10 183 мешканці.
Шість разів Челсі було визнано містом дерев США.

## Географія
Челсі розташоване за координатами 33°19′34″ пн. ш. 86°38′12″ зх. д. / 33.32611° пн. ш. 86.63667° зх. д. (33.325999, -86.636676).  За даними Бюро перепису населення США в 2010 році місто мало площу 56,20 км², з яких 55,28 км² — суходіл та 0,92 км² — водойми. В 2017 році площа становила 59,89 км², з яких 58,90 км² — суходіл та 0,99 км² — водойми.

## Демографія
Згідно з переписом 2010 року, у місті мешкали 10 183 особи в 3657 домогосподарствах у складі 2929 родин. Густота населення становила 181 особа/км².  Було 3906 помешкань (69/км²).
Расовий склад населення:
| - 89,5 % — білих - 5,7 % — чорних або афроамериканців - 2,0 % — азіатів - 0,3 % — корінних американців - 0,1 % — вихідців з тихоокеанських островів - 1,1 % — осіб інших рас |

До двох чи більше рас належало 1,3 %. Частка іспаномовних становила 3,2 % від усіх жителів.
За віковим діапазоном населення розподілялося таким чином: 29,4 % — особи молодші 18 років, 62,6 % — особи у віці 18—64 років, 8,0 % — особи у віці 65 років та старші. Медіана віку мешканця становила 34,5 року. На 100 осіб жіночої статі у місті припадало 95,3 чоловіків;  на 100 жінок у віці від 18 років та старших — 91,9 чоловіків також старших 18 років.
Середній дохід на одне домашнє господарство  становив 95 945 доларів США (медіана — 85 757), а середній дохід на одну сім'ю — 100 975 доларів (медіана — 90 245). Медіана доходів становила 72 038 доларів для чоловіків та 41 375 доларів для жінок. За межею бідності перебувало 4,9 % осіб, у тому числі 4,5 % дітей у віці до 18 років та 1,1 % осіб у віці 65 років та старших.
Цивільне працевлаштоване населення становило 5681 осіб. Основні галузі зайнятості: освіта, охорона здоров'я та соціальна допомога — 20,9 %, роздрібна торгівля — 14,7 %, науковці, спеціалісти, менеджери — 10,9 %, фінанси, страхування та нерухомість — 10,5 %.